# Péplum
Péplum is een korte roman van de Franstalige Belgische schrijfster Amélie Nothomb die gepubliceerd werd in 1996. Het is de vierde roman van Amelie Nothomb die bij uitgeverij Albin Michel verscheen.

## Samenvatting
Deze futuristische roman wordt gepresenteerd alsof het om een autobiografie gaat. Een jonge schrijfster met de naam A.N. wordt naar het ziekenhuis gebracht voor een kleine operatie. Bij het wakker worden bevindt ze zich in een onbekende kamer, heel anders dan haar ziekenhuiskamer. Ze ontmoet dan Celsius, een raadselachtige wetenschapper, die haar uitlegt dat tussen haar operatie en het ogenblik waarop ze wakker werd 585 jaar zijn verstreken; het is nu dus 2580. Er ontwikkelt zich een dialoog tussen de jonge romanschrijfster en de wetenschapper uit de toekomst, waarin talrijke onderwerpen aan bod komen, zoals de schaarste aan energiebronnen, politieke systemen, de klassieke auteurs, maar ook de filosofie en "de grote oorlog van de tweeëntwintigste eeuw".